# شلانلی
شلانلی (به لاتین: Shlanly) یک منطقهٔ مسکونی در روسیه است که در باشقیرستان واقع شده‌است.